# 28 agosto
Il 28 agosto è il 240º giorno del calendario gregoriano (il 241º negli anni bisestili). Mancano 125 giorni alla fine dell'anno.

## Eventi
- 430 – Sant'Agostino muore a Ippona, in Numidia
- 475 – Il generale germanico Flavio Oreste costringe l'imperatore romano d'occidente Giulio Nepote a scappare dalla sua capitale (Ravenna) e nomina al suo posto Romolo Augusto
- 489 – Teodorico il Grande, re degli Ostrogoti, sconfigge Odoacre nella battaglia dell'Isonzo, facendosi strada in Italia
- 1185 – A Rieti la principessa siciliana Costanza d'Altavilla è affidata alle cure degli emissari di Federico Barbarossa in vista del matrimonio con il figlio Enrico
- 1349 – A Magonza circa 6.000 ebrei vengono trucidati con l'accusa di aver provocato una epidemia di peste
- 1511 – I portoghesi colonizzano l'attuale territorio di Malacca
- 1521 – I turchi occupano Belgrado
- 1565 - Viene fondata St. Augustine in Florida, considerato il primo insediamento europeo negli Stati Uniti continentali.
- 1609 – Henry Hudson scopre la Baia del Delaware
- 1619 – Ferdinando II viene eletto imperatore del Sacro Romano Impero
- 1845 – Esce il primo numero di Scientific American
- 1849 – Dopo un assedio di oltre un mese, Venezia, che si è dichiarata indipendente, si arrende all'Austria
- 1850 – Prima del Lohengrin, opera di Richard Wagner
- 1859 – Comincia la più grande tempesta solare che sia mai stata registrata da uno strumento umano
- 1862 – Guerra di secessione americana: inizia la seconda battaglia di Bull Run
- 1867 – Gli Stati Uniti occupano Midway Island
- 1879 – Cetshwayo, ultimo re degli Zulu, viene catturato dai britannici
- 1900 – Pechino: le truppe americane, austro-ungariche, britanniche, francesi, giapponesi, italiane, russe e tedesche sfilano nella Città Proibita, dopo aver rotto l'assedio delle legazioni il 14 dello stesso mese
- 1903 – Viene fondata a Milwaukee (Wisconsin) la Harley-Davidson una delle case motociclistiche più famose al mondo
- 1913 – La regina Guglielmina inaugura il Palazzo della Pace a L'Aia
- 1914 – La flotta britannica sconfigge quella tedesca nella cosiddetta battaglia di Helgoland (in realtà fu uno scontro relativamente minore)
- 1916
  - L'Italia dichiara guerra alla Germania
  - La Germania dichiara guerra alla Romania
- 1917 – Dieci Suffragette vengono arrestate mentre picchettano la Casa Bianca
- 1937 – La Toyota Motors diventa una compagnia indipendente
- 1943 – In Danimarca inizia uno sciopero generale contro l'occupazione nazista
- 1944 – Marsiglia e Tolone vengono liberate dagli Alleati
- 1955 – A Manfredonia il Patriarca di Venezia Angelo Giuseppe Roncalli futuro papa Giovanni XXIII incorona l'icona della Madonna di Siponto
- 1963 – Durante una manifestazione per i diritti civili che raduna 200.000 persone Martin Luther King Jr. tiene il famoso discorso del "I have a dream" davanti al Lincoln Memorial di Washington
- 1968 – Scontri a Chicago (Illinois), durante la Convention democratica
- 1975 – Il missionario Armand Doll viene imprigionato in Mozambico dagli estremisti marxisti. Nei molti mesi seguenti riuscirà a far pervenire delle lettere all'esterno, infilandole in tubetti del dentifricio
- 1979 – Una bomba dell'IRA viene fatta esplodere a Bruxelles
- 1981 – Il National Centers for Disease Control annuncia un'alta incidenza di Pneumocisti e Sarcoma di Kaposi negli uomini gay. Ben presto verranno riconosciuti come sintomi di una malattia del sistema immunitario che verrà chiamata AIDS
- 1986
  - L'ufficiale della US Navy Jerry A. Whitworth, viene condannato a 365 anni di carcere per spionaggio a favore dell'Unione Sovietica
  - Lo Stato di assedio viene dichiarato in Bolivia
- 1988
  - Durante una esibizione aerea a Ramstein (Germania Ovest), tre aerei delle Frecce Tricolori si scontrano in volo e precipitano sul pubblico: 69 vittime. (Incidente di Ramstein)
  - A Renaix in Belgio Maurizio Fondriest vince in volata il Campionato del mondo di ciclismo su strada
- 1990 – L'Iraq dichiara che il Kuwait è la sua diciannovesima provincia
- 1992 – Dissipazione dell'Uragano Andrew
- 1993
  - Rottura di una diga nel Qinghai (Cina). 223 morti
  - Ong Teng Cheong viene eletto presidente di Singapore
- 1994 – Prima marcia del gay pride in Giappone
- 1995 – Una granata di mortaio uccide 38 persone a Sarajevo, in Bosnia. L'azione della NATO contro i serbi bosniaci fu una reazione a questo atto criminoso contro la popolazione civile.
- 1996 – I principi di Galles Carlo e Diana divorziano

## Nati
Ci sono circa 1 220 voci su persone nate il 28 agosto; vedi la pagina Nati il 28 agosto per un elenco descrittivo o la categoria Nati il 28 agosto per un indice alfabetico.

## Morti
Ci sono circa 480 voci su persone morte il 28 agosto; vedi la pagina Morti il 28 agosto per un elenco descrittivo o la categoria Morti il 28 agosto per un indice alfabetico.

## Feste e ricorrenze

### Civili
Nazionali:
- Hong Kong: Giorno della liberazione (1945)

### Religiose
Cristianesimo:
- Sant'Agostino d'Ippona, vescovo e dottore della Chiesa
- Sant'Adelina di Poulangy, badessa
- Sant'Alessandro I di Costantinopoli, vescovo
- San Bibiano di Saintes (Viviano), vescovo
- Sant'Edmund Arrowsmith, martire
- Sant'Ermete martire
- Sant'Ezechia, re
- San Feidlimid (Felim), re del Munster
- Santa Fiorentina di Cartagena, vergine
- Santa Gioacchina de Vedruna, vedova e fondatrice delle Suore carmelitane della carità di Vedruna
- San Giuliano di Brioude, martire
- San Junípero Serra (Miguel José), sacerdote francescano
- Santa Marie-Azélie Guérin Martin
- San Mosè l'Etiope (o di Scete), martire
- Santi Padri della Laura delle Grotte di Kiev, che riposano nelle grotte lontane (di San Teodosio) (Chiese di rito orientale)
- San Pelagio martire, venerato a Costanza
- San Restituto di Cartagine, vescovo e martire
- San Vicinio di Sarsina, vescovo
- Beato Agustín Bermejo Miranda, sacerdote e martire
- Beato Alfonso Maria dello Spirito Santo (Jozef Mazurek), sacerdote e martire
- Beato Angelo da Pesche d'Isernia, laico francescano
- Beato Aurelio da Vinalesa (José Ample Alcaide), sacerdote e martire
- Beato Carlo Arnaldo Hanus, sacerdote e martire
- Beato Enrico Webley, martire
- Beato Francisco López Navarrete, sacerdote e martire
- Beato Giacomo de Tahust, mercedario
- Beati Giovanni Battista Faubel Cano e Arturo Ros Montalt, padri di famiglia, martiri
- Beati Guglielmo Dean e compagni, martiri
- Beato Mauro Palazuelos Maruri (Abel Angel), sacerdote benedettino, martire
- Beato Tommaso Felton, religioso e martire

Religione romana antica e moderna:
- Ricorrenza della dedica dell'altare della Vittoria nella Curia del Senato
- Sole e Luna

## Musica
"28 agosto" è il titolo di una canzone di Dente contenuta nell'album "Non c'è due senza te" del 2007.